# Magnus Hirschfeld
Magnus Hirschfeld (Kolberg, actual Kołobrzeg, Prusia, 14 de mayo de 1868 - 14 de mayo de 1935) fue un destacado médico, sexólogo alemán y un pionero del activismo en defensa de los derechos humanos, especialmente los de las personas LGBT. Fue una figura profundamente humanista que dedicó su vida a la comprensión de la sexualidad humana y a la lucha por un mundo más justo, donde todas las personas pudieran vivir con dignidad y libertad.

## Médico
Entre 1887 y 1888 cursó estudios de lingüística (filología) en la Universidad de Breslavia, y posteriormente estudió medicina en las universidades de Estrasburgo, Múnich, Heidelberg y Berlín, donde obtuvo el doctorado en 1892.  
Después de graduarse, se trasladó a París, donde trabajó como periodista y mantuvo contacto con diversos círculos científicos e intelectuales. Más tarde regresó a Alemania y se estableció en Magdeburgo, donde ejerció como médico general durante varios años.
Durante su ejercicio profesional comenzó a interesarse por temas relacionados con la sexualidad humana, especialmente en lo referido a la orientación sexual y la identidad de género, áreas que en ese momento no eran ampliamente investigadas dentro de la medicina. En este período también inició sus primeras publicaciones médicas y colaboraciones con otros especialistas, sentando las bases de lo que posteriormente sería su trabajo pionero en el ámbito de la sexología.

## Contribuciones tempranas a la sexología
Hirschfeld desarrolló la teoría de la intersexualidad, según el cual cada uno es una combinación única e irrepetible de rasgos masculinos y femeninos en distintas proporciones. Se interesó en el estudio de una amplia variedad de necesidades sexuales y eróticas en una época en la que la denominación de las identidades sexuales aún estaba en formación. Sus trabajos científicos extendieron los de Karl Heinrich Ulrichs y Richard von Krafft-Ebing e influenciaron los de Havelock Ellis y Edward Carpenter.

## Activismo contra el artículo 175

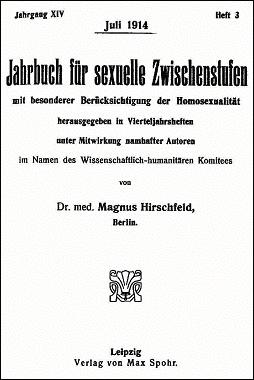
Jahrbuch für sexuelle Zwischenstufen (Anuario para sexualidades intermedias); publicado entre 1899 y 1923 por Magnus Hirschfeld. Año 1914.

De joven vivió en París y trabajó como periodista. Más adelante, encontraría con éxito un equilibrio entre el ejercicio de la medicina y la escritura. Tras varios años como médico de cabecera en Magdeburgo, en 1896 editó el panfleto anónimo Safo y Sócrates, sobre el amor homosexual.
En 1897 en su vivienda de Charlottenburg en la calle Berliner Straße, 104 (actualmente Otto-Suhr-Allee, 127) fundó el Comité científico humanitario (Wissenschaftlich-humanitäres Komitee) para defender los derechos de los homosexuales y anular el artículo 175 de la ley alemana. El eslogan del comité, "Justicia a través de la ciencia", reflejaba la creencia de Hirschfeld que un mejor conocimiento de la homosexualidad eliminaría la hostilidad hacia los homosexuales. Se le puede considerar un valiente e incansable defensor de la causa y fue una figura pública bien conocida en su época, identificado por el público con la campaña para la derogación del parágrafo 175.
El comité liderado por Hirschfeld consiguió reunir unas 5000 firmas de prominentes ciudadanos pidiendo derogar el artículo 175. Entre los signatarios estaban Albert Einstein, Hermann Hesse, Käthe Kollwitz, Thomas Mann, Heinrich Mann, Rainer Maria Rilke, August Bebel, Max Brod, Karl Kautsky, Stefan Zweig, Gerhart Hauptmann, Martin Buber, Richard von Krafft-Ebing y Eduard Bernstein.
La petición de supresión del artículo se llevó al Reichstag en 1898, pero solo fue apoyada por la minoría del Partido Socialdemócrata. La petición volvería a ser presentada al parlamento al final de los años 1920 y había empezado a hacer progresos antes de la llegada de los nazis al poder.
En 1903 Adolf Brand y otros se separaron del Comité científico humanitario para formar la "Gemeinschaft der Eigenen" (Unión de los propios). Los dos grupos colaboraron estrechamente en la campaña contra el artículo 175 de 1919 hasta 1929.
Entre 1903 y 1904, dirigió encuestas sobre la orientación sexual de estudiantes y trabajadores metalúrgicos, que encontraron una población de 2,3% de homosexuales y 3,4% de bisexuales.
En 1908 publicó bajo su dirección la Revista de Sexología (Zeitschrift für Sexualwissenschaft), primera publicación dedicada a la sexología como ciencia, de la que lanzaron doce números, todos en ese año, con colaboraciones de especialistas como Sigmund Freud. En esa revista publica sus primeros artículos referidos a lo que desde 1910 denominaría travestismo, en su clásica obra Die Transvestiten.

## Liga Mundial por la reforma sexual
En 1921 Hirshfeld organizó el "Primer congreso por la reforma sexual" que llevó a la formación de la Liga Mundial por la reforma sexual. Los congresos se celebraron en Copenhague (1928), Londres (1929), Viena (1930) y Brno (1932).
Hirschfeld era citado y caricaturizado en la prensa como un vociferante experto en educación sexual, recibiendo el epíteto "el Einstein del Sexo". Él se veía a sí mismo como un activista y un científico, investigando y catalogando muchas variedades de sexualidad, no sólo la homosexualidad. Por ejemplo, creó la palabra "travestismo". A veces se empleaba el sobrenombre de "Tante Magnesia" ("Tía Magnesia") para burlarse de él. A principios del siglo XX se llegaron incluso a realizar canciones satíricas sobre él, como la llamada Das Hirschfeld-Lied (La canción de Hirschfeld), de Otto Reuter (1908).[cita requerida]

## Anders als die Andern(Diferente a los demás)

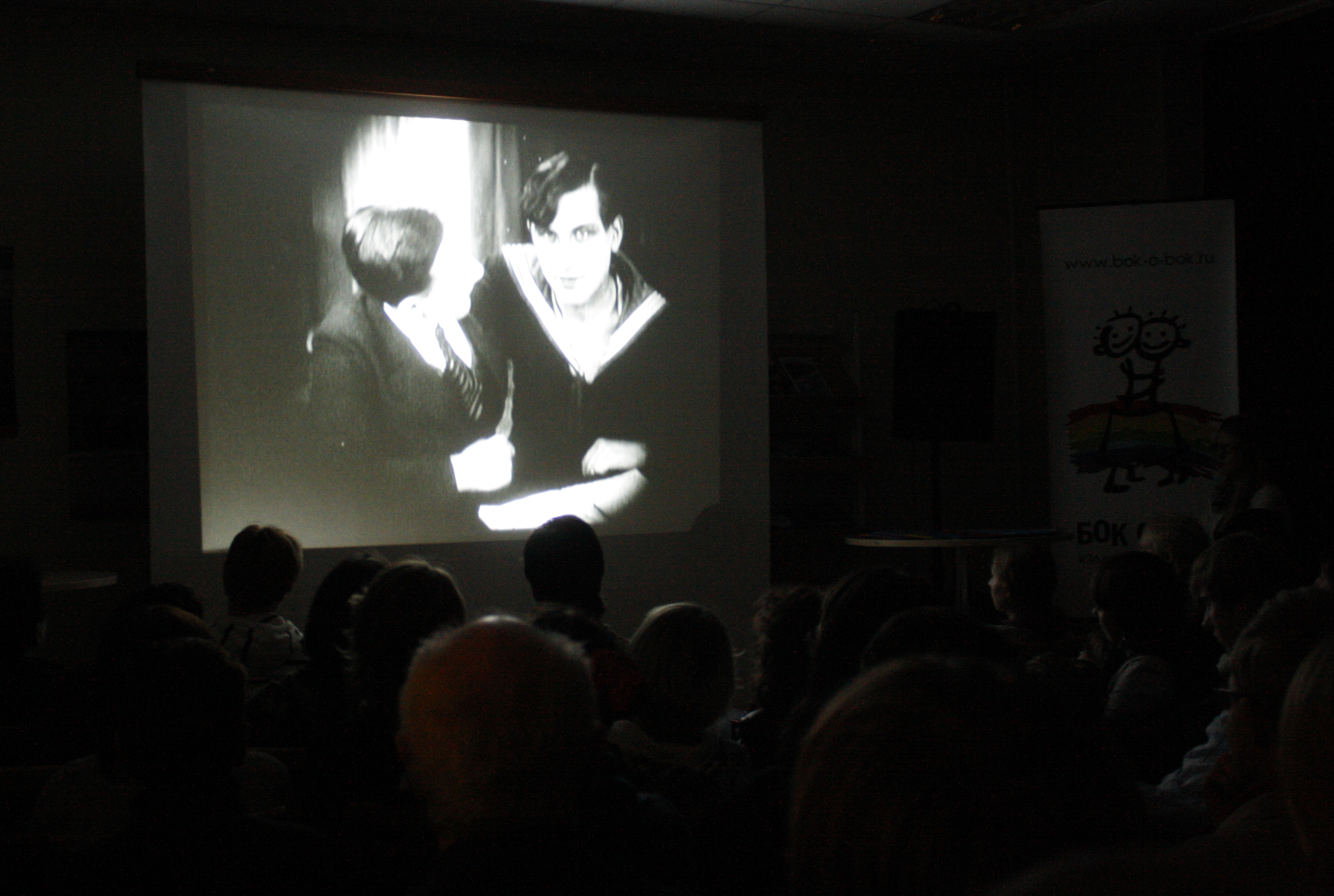
Fotograma de Anders als die Andern

Hirschfeld colaboró y actuó en la película de 1919 Anders als die Andern (Diferente a los demás), donde el actor Conrad Veidt representaba uno de los primeros protagonistas homosexuales en el cine. La película tenía como propósito plasmar las consecuencias del artículo 175 y hacer campaña en contra. El personaje de Veidt es chantajeado por un examante y finalmente prefiere salir del armario que seguir pagando, lo que acaba por destruir su carrera y lo llevará al suicidio.

## Institut für Sexualwissenschaft

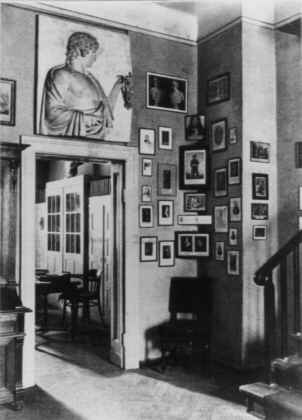
Interior del Institut für Sexualwissenschaft (Berlín)

En 1919, bajo el ambiente más liberal de la recién fundada República de Weimar, Hirschfeld abrió el Institut für Sexualwissenschaft (Instituto para el estudio de la sexualidad) en Berlín. Su Instituto contenía una inmensa biblioteca sobre sexo y proveía servicios educativos y consultas médicas. El instituto también incluía un Museo del sexo, un servicio educacional para el público que se sabe que fue visitado por clases de escolares.
Gente de toda Europa visitaban el Instituto para conseguir un mejor entendimiento de su sexualidad. Christopher Isherwood escribe sobre su visita y la de Auden en su libro Christopher and His Kind (Cristopher y su clase).
El Instituto y la obra de Hirschfeld están descritos en el documental de Rosa von Praunheim Magnus Hirschfeld - Der Einstein des Sex (1999).

## Crítica
La obra de Hirschfeld continúa siendo polémica. Aunque en algunos círculos fue inmensamente popular, en otros fue vilipendiado. Algunas reuniones en las que hablaba fueron atacadas por grupos homofóbicos: en 1921, en una de las reuniones, se fracturó el cráneo y lo dejaron tirado en la calle.
Algunos críticos, partidarios de teorías deconstructivistas, critican que el fondo médico de su teoría —basado en la idea de que la homosexualidad es hormonal— abrió las puertas a otros que buscaban la "cura" de la homosexualidad.

## Persecución nazi y fallecimiento

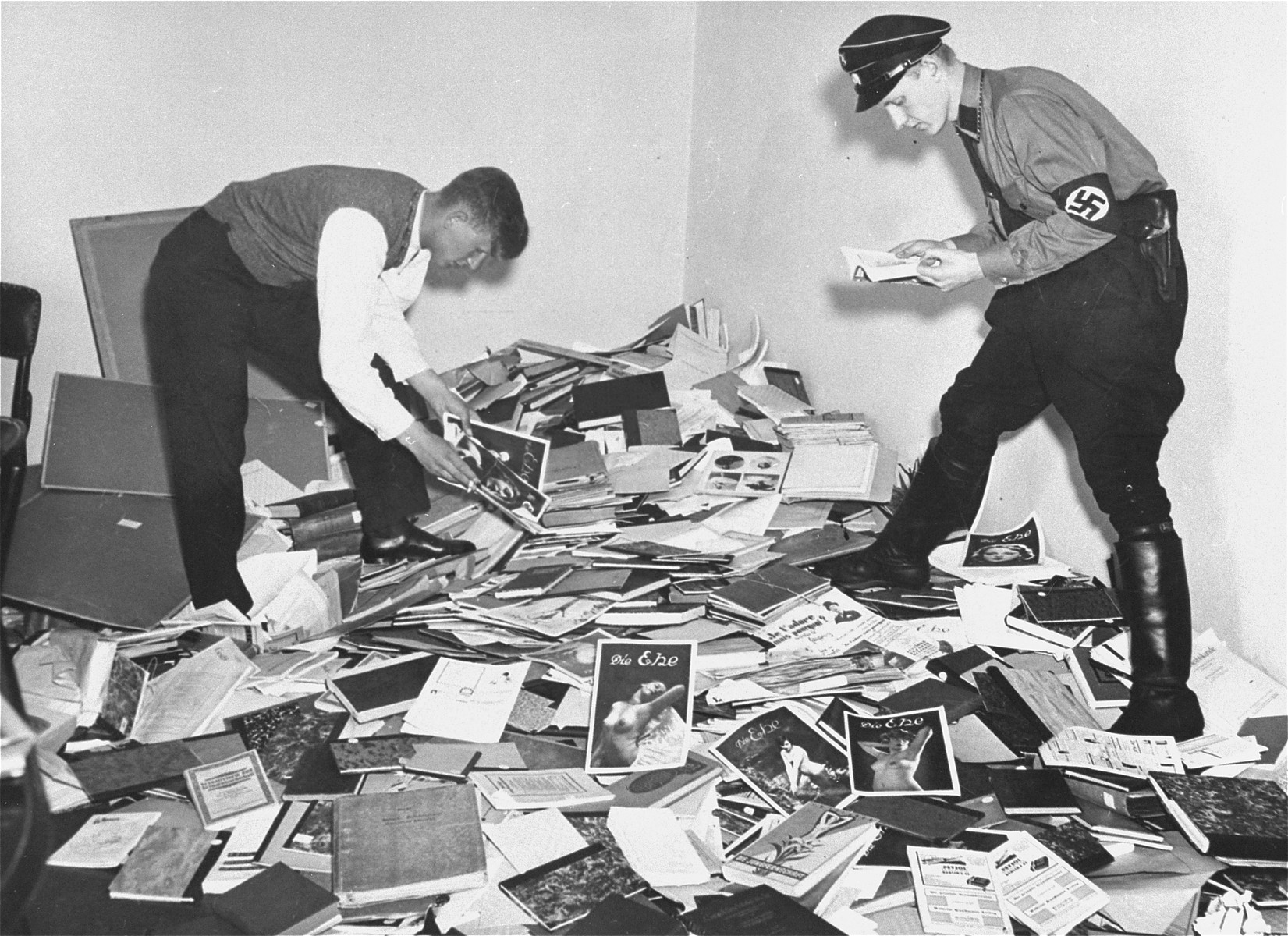
Un miembro uniformado de la SA Nazi y un estudiante examinan obras de la biblioteca del Institut für Sexualwissenschaft (1933)

En 1934 Hirschfeld lamentó que la presencia dentro del partido Nazi alemán de homosexuales con altas responsabilidades, como el oficial militar y comandante de las SA Ernst Röhm, fue un factor que contribuyó a que numerosos homosexuales alemanes apoyaran dicha ideología. Ello no impidió, tras la toma del poder por parte de los nazis, que una de sus primeras acciones el 6 de mayo de 1933 fuera la destrucción del Institut für Sexualwissenschaft y la quema de su biblioteca. Las fotos de periódicos y el documental de la quema de libros por los nazis el 10 de mayo de 1933 presentan frecuentemente escenas de la quema de la biblioteca de Hirschfeld.

"(homosexuales de Alemania) no habían parado de alabar a Hitler por su tolerancia para con Röhm (debido a su pública homosexualidad) y sus compañeros , y, como consecuencia, se apuntaron en masa al partido nazi"
Magnus Hirschfeld 

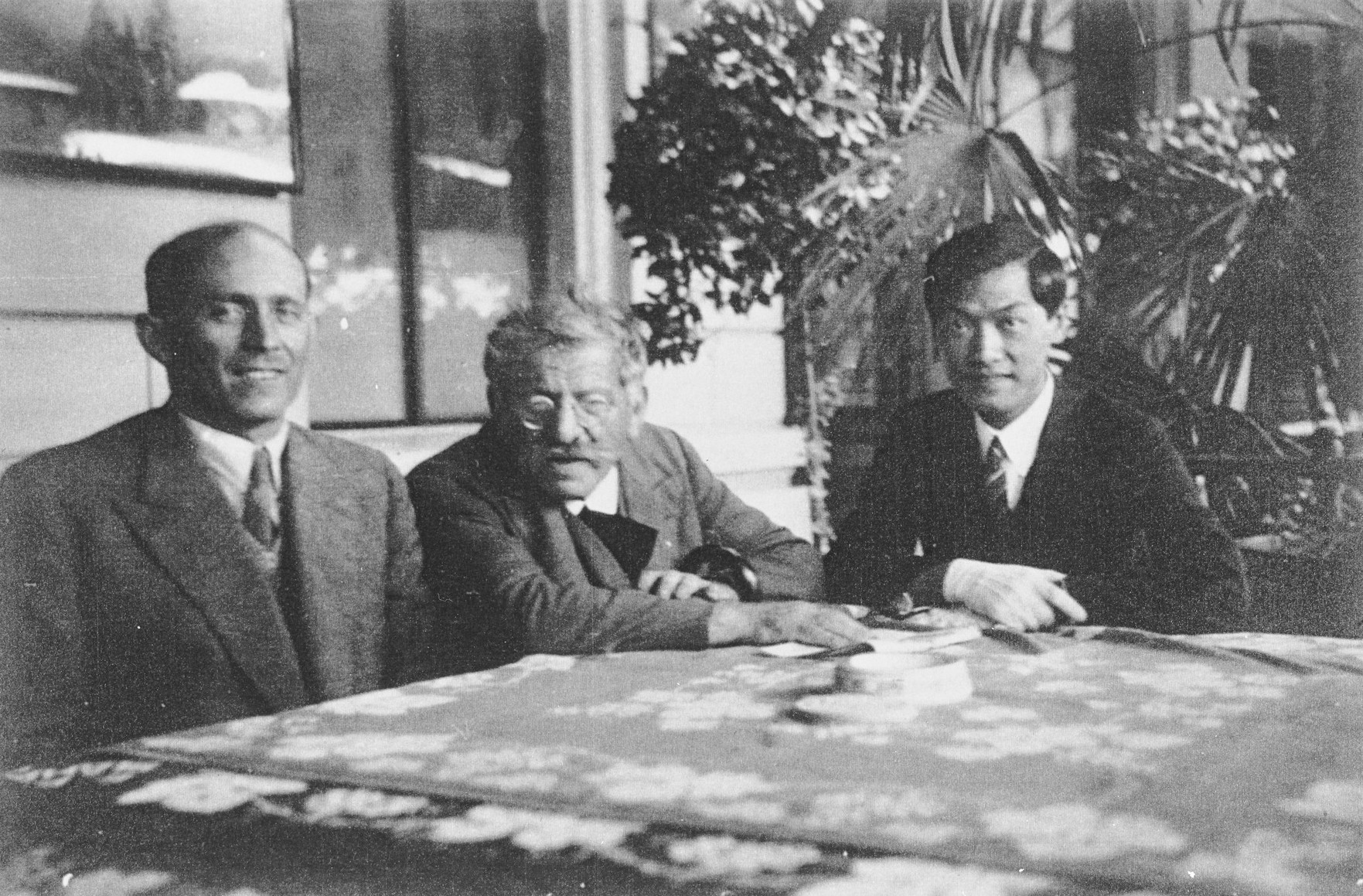
Berharnd Schapiro (izda.), Magnus Hirschfeld y Tao Lee (dcha.)

Por suerte Hirschfeld estaba fuera de Alemania en ese momento en una gira mundial de conferencias. Escribió entre 1933 y 1934 un análisis y refutación de la doctrina racial nazi, que se publicó póstumamente en 1938 en traducción al inglés, bajo el título Racismo. En ella postulaba que, del concepto de "raza", no se puede obtener nada que tenga valor científico. En cambio, recomendó la eliminación del término.Los intentos de volver a abrir un Instituto similar al que fundó en Berlín en el extranjero fracasaron. Finalmente, ante la imposibilidad de volver a Alemania donde hubiera sido detenido, se exilió junto a su amante Tao Lee en Niza (Francia), donde murió a los 67 años el 14 de mayo de 1935.